# Jüdischer Friedhof (Gehaus)

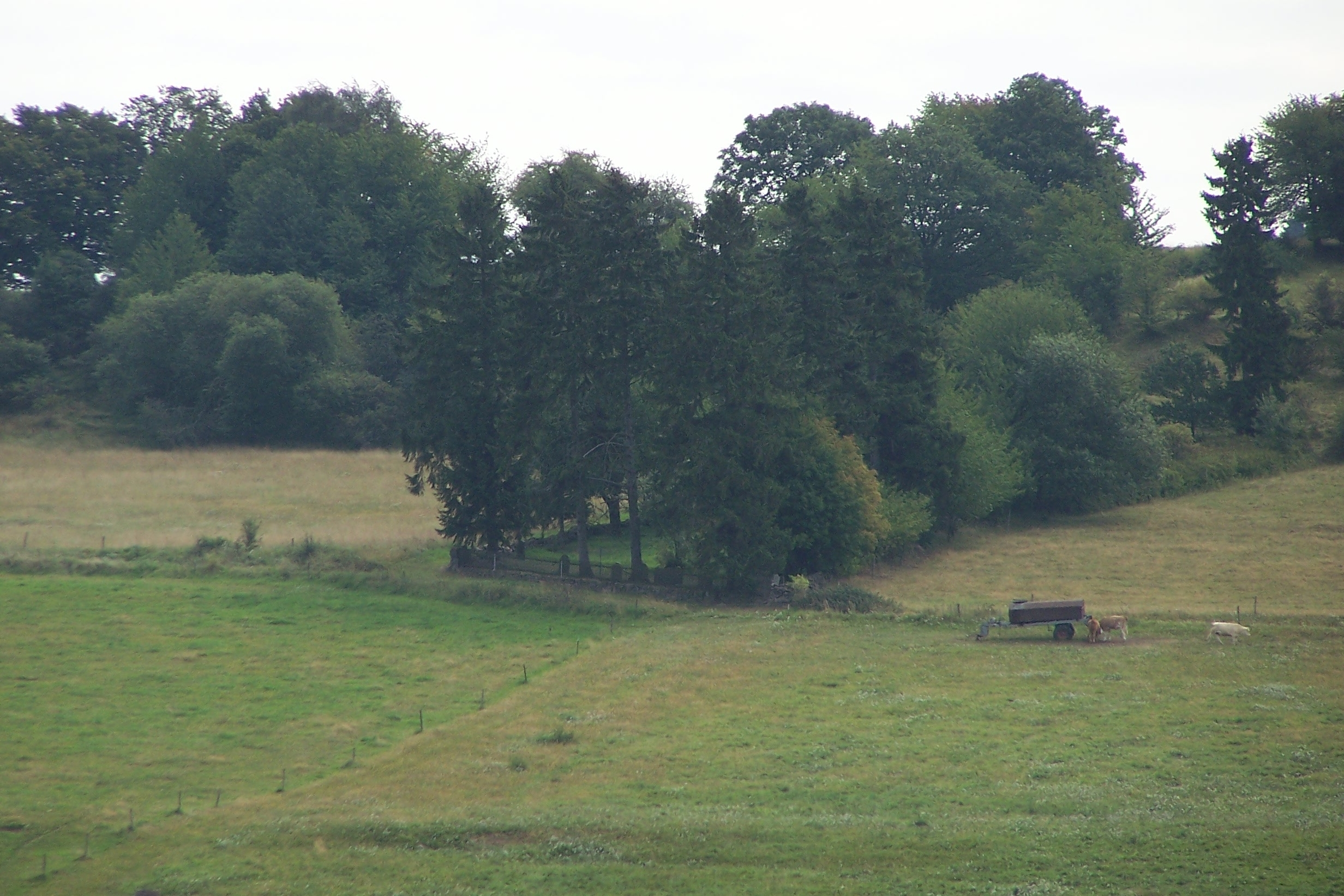
Ansicht vom Ortsrand Gehaus

Der Jüdische Friedhof Gehaus im Ortsteil Gehaus der Gemeinde Dermbach im Wartburgkreis in Thüringen wurde erstmals 1745  erwähnt. Der Friedhof liegt am Weilarischen Weg und wird dort durch eine Umzäunung und Baumreihen eingefriedet. In der Zeit des Nationalsozialismus wurde er ebenso wie die Synagoge Gehaus von SA-Männern verwüstet.
Auf einer Friedhofsfläche von etwa 2200 m² sind noch etwa 125 Grabstätten vorhanden.